# Березняки (Курганская область)
Березняки (до 1964 года — Дмитриевка) — деревня в Варгашинском районе Курганской области. Входит в состав Варгашинского поссовета.

## География
Расположена в 9 км (12 км по автодороге) к северу от райцентра пгт Варгаши и в 30 км (48 км по автодороге) к востоку от г. Кургана.

## История
Выселок Дмитриевка образован в 1926 году в Барашковском сельсовете Курганского района.
Решением Курганского облисполкома № 529 от 13 декабря 1957 года деревня Дмитриевка перечислена из Барашковского сельсовета во вновь образованный Совхозный сельсовет.
5 июня 1964 года Указом Президиума ВС РСФСР деревня Дмитриевка переименована Березняки.
Решением Курганского облисполкома № 316 от 21 августа 1968 года Совхозный сельсовет переименован в Пичугинский сельсовет.
Законом Курганской области от 18 января 2019 года N 2, Барашковский, Варгашинский, Лихачевский, Пичугинский, Поповский и Сычевский сельсоветы были упразднены, а их территории с 1 февраля 2019 года включены в состав Варгашинского поссовета.

## Население
| 1926 | 1989 | 2002 | 2010 |
| ---- | ---- | ---- | ---- |
| 153  | ↘17  | ↘9   | ↗16  |

Национальный состав
- По переписи населения 2002 года проживало 9 человек, из них русские — 89 %.
- По переписи населения 1926 года проживало 153 человека, все русские.